# جائزة فرنسا الكبرى 1984
جائزة فرنسا الكبرى 1984 هو سباق فورمولا 1 أقيم بتاريخ 20 مايو 1984 في ديجون. كان الخامس من أصل 16 في بطولة العالم لسباقات الفورمولا واحد موسم 1984. حلّ النمساوي نيكي لاودا أولا بينما جاء الفرنسي باتريك تامباي في المركز الثاني وحصل على المركز الثالث البريطاني نايجل مانسيل.